# Milanów (gmina)
Milanów – gmina wiejska w województwie lubelskim, w powiecie parczewskim. W latach 1975–1998 gmina położona była w województwie bialskopodlaskim.
Siedziba gminy to Milanów (dawniej przejściowo Kostry).
Według danych z 30 czerwca 2004 gminę zamieszkiwało 4171 osób. Natomiast według danych z 31 grudnia 2019 roku gminę zamieszkiwały 3762 osoby.

## Ochrona przyrody
Na obszarze gminy znajduje się rezerwat przyrody Czarny Las chroniący fragment wielogatunkowego lasu mieszanego pochodzenia naturalnego z rzadkimi i chronionymi gatunkami roślin w runie.

## Struktura powierzchni
Według danych z roku 2002 gmina Milanów ma obszar 116,64 km², w tym:
- użytki rolne: 75%
- użytki leśne: 18%

Gmina stanowi 12,24% powierzchni powiatu.

## Demografia

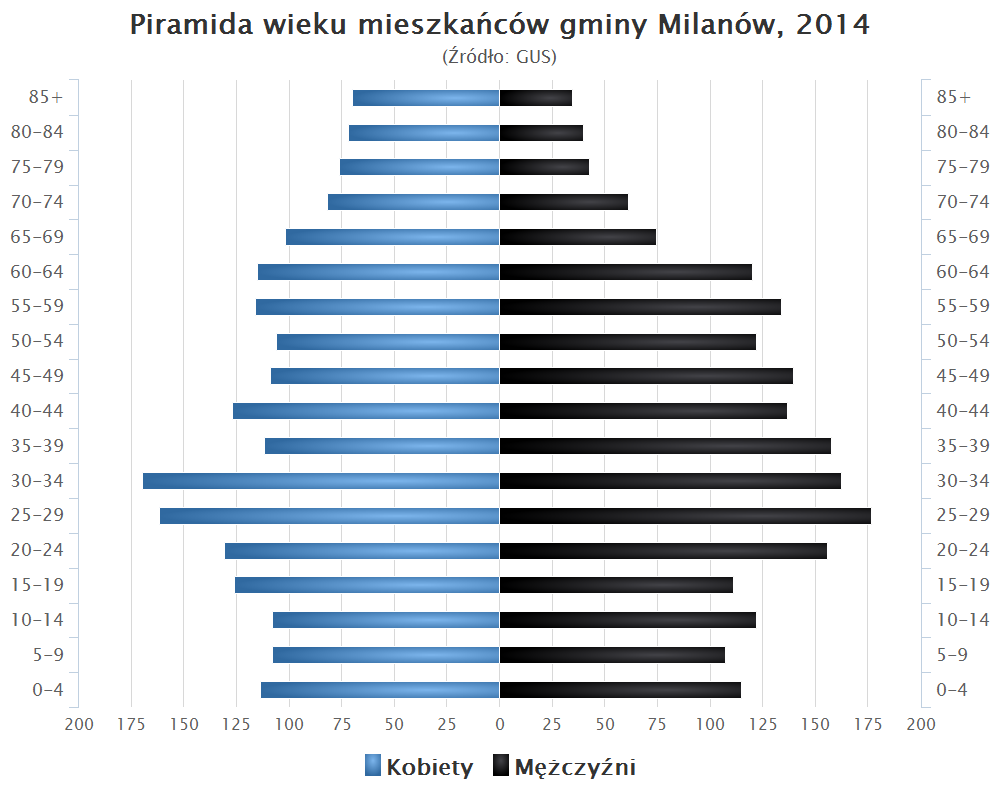
Piramida wieku mieszkańców gminy Milanów w 2014 roku

Dane z 30 czerwca 2004:
| Opis                              | Ogółem | Ogółem | Kobiety | Kobiety | Mężczyźni | Mężczyźni |
| --------------------------------- | ------ | ------ | ------- | ------- | --------- | --------- |
| jednostka                         | osób   | %      | osób    | %       | osób      | %         |
| populacja                         | 4171   | 100    | 2078    | 49,8    | 2093      | 50,2      |
| gęstość zaludnienia (mieszk./km²) | 35,8   | 35,8   | 17,8    | 17,8    | 17,9      | 17,9      |

## Sołectwa
Cichostów, Czeberaki, Kopina, Kostry, Milanów, Okalew, Radcze, Rudno (sołectwa: Rudno I, Rudno II i Rudno III), Rudzieniec, Zieleniec
Miejscowości bez statusu sołectwa: Cichostów-Kolonia, Czarny Las, Góry Brzeziny, Milanów-Kolonia.

## Sąsiednie gminy
Jabłoń, Komarówka Podlaska, Parczew, Siemień, Wisznice, Wohyń